# Sieb

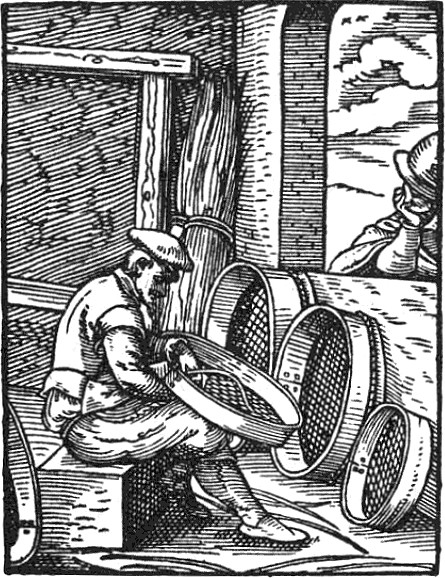
Siebherstellung 1568

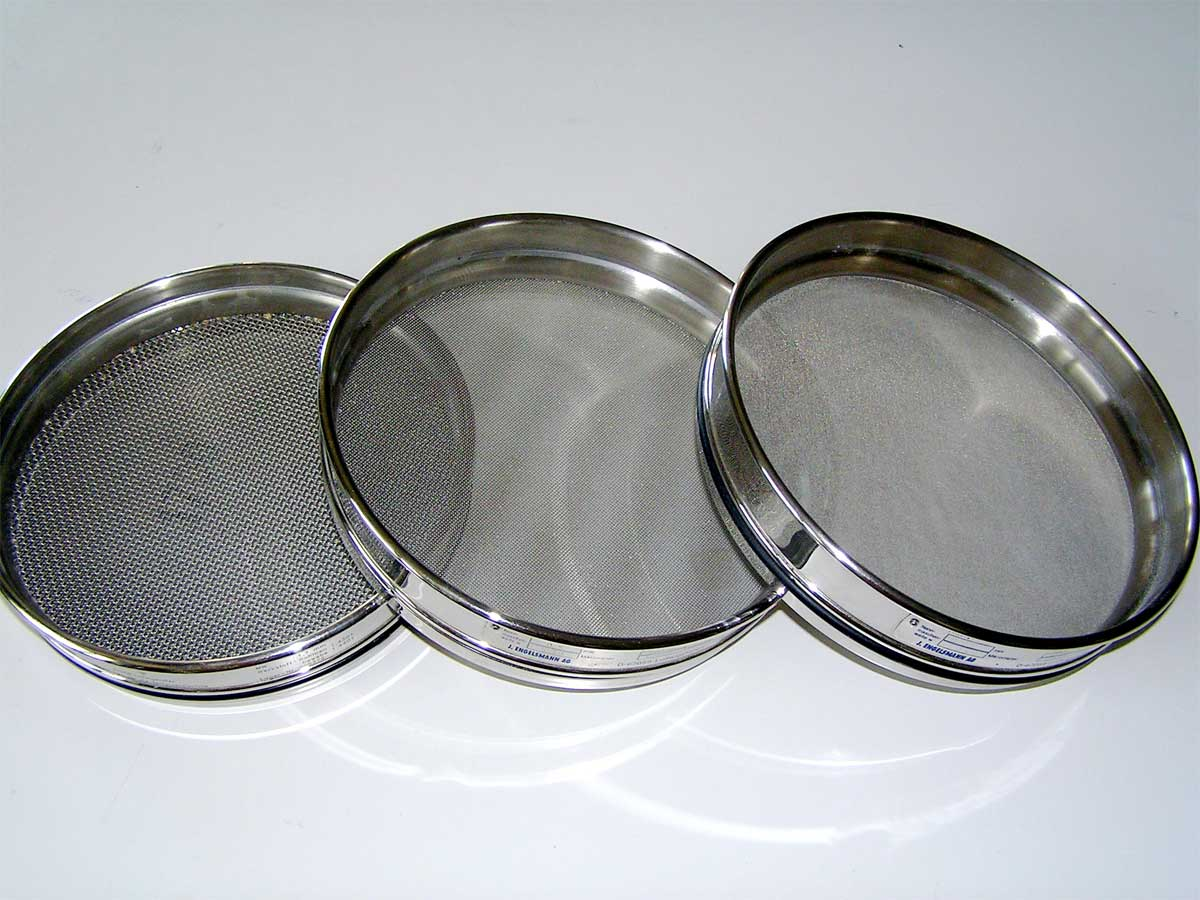
Labor- bzw. Prüfsiebe mit 1700 µm, 500 µm und 250 µm Maschenweite (von links nach rechts)

Das Sieb (von mittelhochdeutsch/althochdeutsch sip/sib, urgermanisch *siƀi-, weitere Herkunft unsicher) ist ein Werkzeug zum Trennen (Separieren) oder Abtrennen (Sortieren) von festen Stoffen (Schüttgütern) nach Korngröße. Als Ergebnis erhält man mindestens zwei Fraktionen, die sich in ihrer minimalen respektive maximalen Korngröße signifikant voneinander unterscheiden. In der mechanischen Verfahrenstechnik zählt das Sieben zu den Klassierverfahren. In anderen Zusammenhängen spricht man auch vom Abscheiden (als Sortierverfahren).
Das Aufgabegut ist meist ein Feststoffgemisch unterschiedlicher Korngrößen (z. B. Schüttgut, Haufwerk), es kann aber auch ein Feststoffgemisch zusammen mit Flüssigkeit sein. Die Trennung erfolgt durch den Siebboden oder Siebbelag, ein je nach Bedarf feineres oder groberes Geflecht, Drahtgewebe, Drahtgitter, Lochblech oder Ähnliches. Geflochtene Siebe aus z. B. Korb-Weide oder Rosshaar sind schon sehr lange bekannt, sie dienten zum Auslesen und Reinigen von Getreide, Mehl und dergleichen.

## Begriffsabgrenzungen
Während bei Sieben in der Regel verschieden große feste Partikel eines Schüttguts voneinander getrennt werden, ist es beim Filtern meist das Ziel, sämtliche feste Partikel aus einem Fluid abzuscheiden.
Umgangssprachlich unterscheidet man oft lediglich nach der Öffnungsgröße: Der Siebeinsatz einer Espressomaschine ist gröber als ein Kaffeefilter aus Papier.
Im Fall von Feststoff-Flüssigkeitsgemischen als Prozessgut ergeben sich Ähnlichkeiten zwischen einem Sieb und einem Filter. Wenn es das Ziel ist, Feststoff und Flüssigkeit unabhängig von der Korngröße voneinander zu trennen, spricht man von Filtration. Ein Sieb dient bei Fest-Flüssig-Gemischen demgegenüber zur selektiven Abtrennung von Grobgut ab einer bestimmten Korngröße.
Bei robusten Sieben mit großen Durchlass-Öffnungen, die im Grobkornbereich verwendet werden, spricht man auch vom Rost. Parallel stehende Gitterstäbe, etwa zur Abscheidung von Treibgut aus Gerinnen, werden als Rechen bezeichnet.
Im übertragenen Sinn bezeichnet der Begriff Sieb auch logische Prozesse, die mit Vergleichsoperatoren arbeiten, wie z. B. in der Mathematik das Sieb des Eratosthenes zur Ermittlung von Primzahlen.
In der Elektrotechnik versteht man unter Sieben die Reduktion des Wechselspannungsanteils einer pulsierenden Gleichspannung. Hier kommen Tiefpassfilter zum Einsatz, die im einfachsten Fall aus einem Kondensator bestehen. Der Begriff wird oft bei Netzteilen verwendet.
Im übertragenen Sinn, mit oft abwertender Konnotation, spricht man auch vom „Sieben“, wenn Personengruppen (z. B. Schüler, Studenten, Sportler, Bewerber) in einem Auswahlverfahren nach Leistungskriterien sortiert werden.

## Grundbegriffe der Siebtechnik

Siebvorgang

Der Siebbelag bzw. Siebboden als eigentliches Trennmedium enthält eine Vielzahl gleich großer Öffnungen. Er besteht entweder aus Metall (Lochblech, Drahtgewebe, Metallgitter oder Metallstäben), Kunststoff, Gummi verschiedener Härten oder Seidengaze. Die Größe der Öffnungen wird als Maschenweite bezeichnet und definiert den Siebschnitt. In den meisten Ländern wird die Öffnung in „mm“ oder „µm“ definiert, in den USA allerdings in „mesh“ (Anzahl Maschen je Zoll, zuweilen auch Anzahl der Öffnungen pro Quadratzoll). Das größere Korn bleibt oben (Siebüberlauf), das kleinere Korn fällt nach unten (Siebdurchgang). Ein in etwa gleich großes Korn nennt man Grenzkorn. Ein Sieb kann aus einem oder mehreren übereinanderliegenden Siebbelägen bestehen, wobei das Sieb mit der größten Maschenweite im Siebstapel oben liegt. Für den Wirkungsgrad eines Siebs ist die Sauberkeit des Siebbelags von großer Bedeutung. Insbesondere die Verstopfung der Sieböffnungen durch Grenzkorn muss durch geeignete Maßnahmen (z. B. Bürsten, Kugeln, Ketten, Gummiwürfel, die auf oder unter dem Sieb mit„laufen“ oder durch eine Vergrößerung der Lochdurchmessers nach unten, wie bei z. B. bei konisch oder doppelt zylindrisch gebohrten Löchern) vermieden werden.
Bei großtechnischen Anwendungen werden Siebbeläge zur Verbesserung der Siebleistung durch einen Antrieb zu bestimmten Bewegungen erregt (Siebmaschine). Die Bewegung des Siebbelags dient dem Weitertransport des Aufgabeguts in Sieblängsrichtung, dem Hinauswurf des Grenzkorns aus den Maschenöffnungen und der Nachhaltigkeit der Trennung (Siebwirkungsgrad).

## Anwendungen

### Papierherstellung
Bei der Herstellung von Papier werden aus dem Papierbrei Fasern abgeschöpft.
Siehe auch: Schöpfsieb, Wasserzeichen, Siebtuch

### Labor
In Laboratorien werden Siebe verwendet, um Korngrößenverteilungen nach möglichst objektiven Kriterien zu bestimmen. Derartige Prüf- oder Analysensiebe werden in DIN 3310-1 bis 3310-3 festgelegt.
Eine Siebanalyse dient dazu, die Verteilung der Korngrößen in einem Feststoffgemisch zu ermitteln. Das Ergebnis wird grafisch in einer Sieblinie dargestellt.
Neben der in den Regelwerken beschriebenen Handsiebung werden in Laboren für rationelles Arbeiten Siebmaschinen genutzt, die elektromagnetisch oder durch Unwuchtmotoren angetrieben werden. Weiterhin gibt es Maschinen, die die kreisenden und klopfenden Handsiebbewegungen imitieren. Für besonders feine Materialien existieren auch Luftstrahlsiebmaschinen, die mit Staubsaugern gekoppelt sind und die Klassierung durch Blasen bzw. Umherwirbeln und gleichzeitiges Absaugen vornehmen.

### Siebe in der Rohstoffaufbereitung
Für einfachste manuelle Aufbereitung von Schüttgütern wie Sand, Kies und Humus wurden und werden Durchwurfsiebe (in Österreich Reiter genannt) eingesetzt. Diese rechteckigen Siebe werden mit einer seitlichen Stütze schräg aufgestellt und mittels Schaufel von der Seite mit dem zu trennenden Schüttgut beworfen. Das Feinkorn rieselt durch das Sieb, das Grobkorn rollt durch die Schwerkraft am Sieb seitlich ab. Die beiden Fraktionen werden durch die am Boden aufliegende Siebkante voneinander abgegrenzt. Das Durchwurfsieb kann auch mit der Stütze in ein dafür vorgesehenes Loch auf dem vorderen Rohrbügel einer Schubkarre aufgesteckt werden, sodass der Siebdurchgang in die Wanne fällt und der Siebüberlauf auf den Boden.

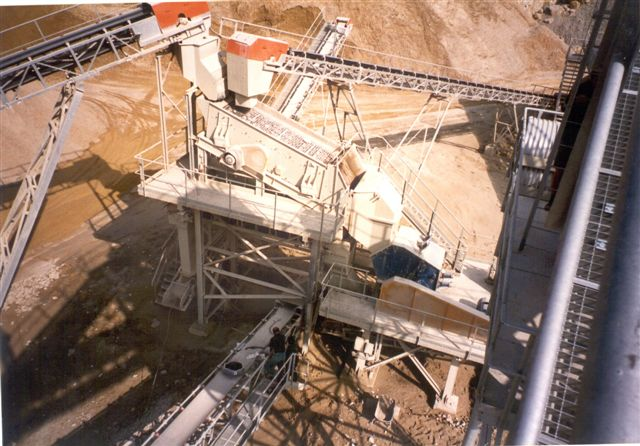
Siebmaschine in einer Aufbereitungsanlage in einem Steinbruch

Siebmaschinen werden bei der Aufbereitung von Schüttgütern wie Sand, Kies, Kohle, Schotter, Pulvern, Farbpigmenten, Recyclingstoffen usw. eingesetzt. Überwiegend werden sie durch eine Schwingbewegung angeregt, man unterscheidet unter anderem folgende Bauarten:
- Linear-Schwing-Siebmaschinen
- Kreis-Schwing-Siebmaschinen
- direkt-erregte Siebmaschinen
- Spannwellen-Siebmaschinen
- Plan-Schwing-Siebmaschinen

Nach anderen Bewegungsprinzipien arbeiten Trommelsiebmaschinen, Taumelsiebe und bewegte Roste (z. B. Rollenroste).
Eine Siebmaschine lässt sich nur dann sinnvoll technisch auslegen, wenn sowohl die Beschaffenheit des Schüttgutes als auch die gewünschten Ziele eingehend bekannt sind. Aufgrund der unterschiedlichen Materialverhalten werden heute für die Auslegung und Spezifikation industrieller Siebmaschinen in der Regel Materialsiebversuche durchgeführt. Grundsätzlich erhöht sich die Durchsatzleistung mit der Siebbreite, und mit der Sieblänge verbessert sich die Trenngüte. Die Siebleistung wird allgemein verschlechtert bei einem hohen Anteil an Siebdurchgang, bei relativ niedriger Trenn-Korngröße, bei höherer Feuchte des Aufgabeguts oder bei faserigen Stoffen.

### Siebmaschinen im Nahrungsmittelbereich
In einer Mühle werden mit Hilfe von Siebstapeln mit unterschiedlicher Maschenweite (von 125–1000 µm) die bei der Vermahlung von Getreide anfallenden Kornteile in Zwischen- (Schrot) und Endprodukte (Mehl, Grieß, Dunst und Kleie) getrennt. Die dazu verwendete Maschine heißt Sichter, meist ein Plansichter. Die Begrifflichkeit Plansichter wird ebenfalls im Bereich der Zuckerindustrie verwendet, obgleich es sich tatsächlich um eine Siebmaschine handelt.

### Siebe in Dampfkraftwerken

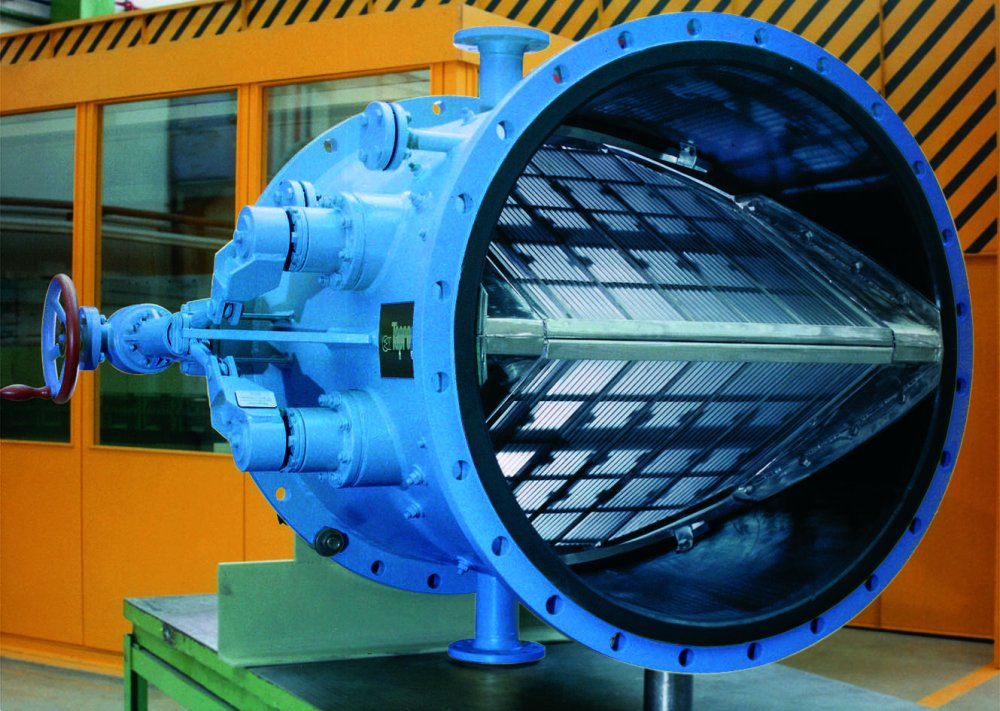
Sieb zum Einbau in die Hauptkühlwasserleitung eines Dampfkraftwerkes

In Kraftwerken werden mit Hilfe von Sieben Schwammgummikugeln entfernt, die zur Rohrreinigung in den Kühlwasserstrom eines Kondensators eingeführt werden. Die dazu notwendigen Siebe können innerhalb von Rohrleitungen eine Nennweite von über 3000 Millimetern haben und gelten als Armaturen. Sie besitzen keine Maschen, sondern Längsstäbe mit einem Zwischenraum von fünf bis zehn Millimetern. Die Siebflächen sind beweglich gelagert, um sie bei Verschmutzungen durch Drehen von der Rückseite spülen zu können.

### Küche

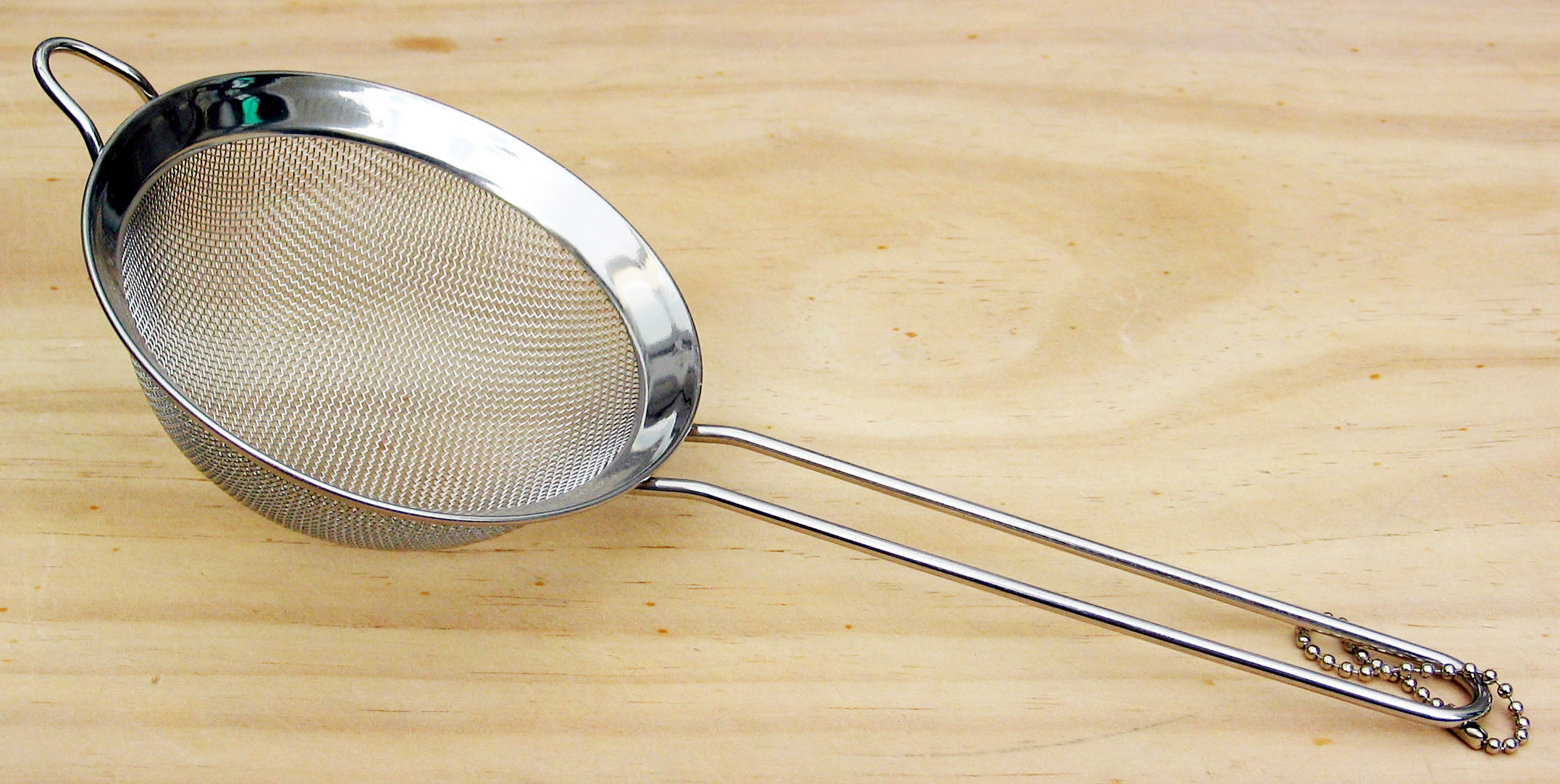
Küchensieb

In der Küche werden grob- und feinmaschige Siebe (Seihen) zum Seihen und Durchstreichen (fachsprachlich beides Passieren genannt) verwendet, d. h. für die grobe Trennung von festen und flüssigen Stoffen (Abgießen von Gargut, Abpressen von Käsebruch, Herstellung von Quark), für die Reinigung flüssiger (Brühen, Saucen, Suppen), cremiger (Pürees, Farcen, Flammeris) oder pulvriger Substanzen (Mehl, Puderzucker, Kakaopulver) von Fremdkörpern oder Verklumpungen sowie für das Zermusen gegarten Obsts (z. B. Apfelmus) und Gemüses (z. B. Kartoffelpüree). Daneben finden Siebe bei der Zubereitung bestimmter Teigwaren (Spätzlesieb, Tarhonya) Verwendung.

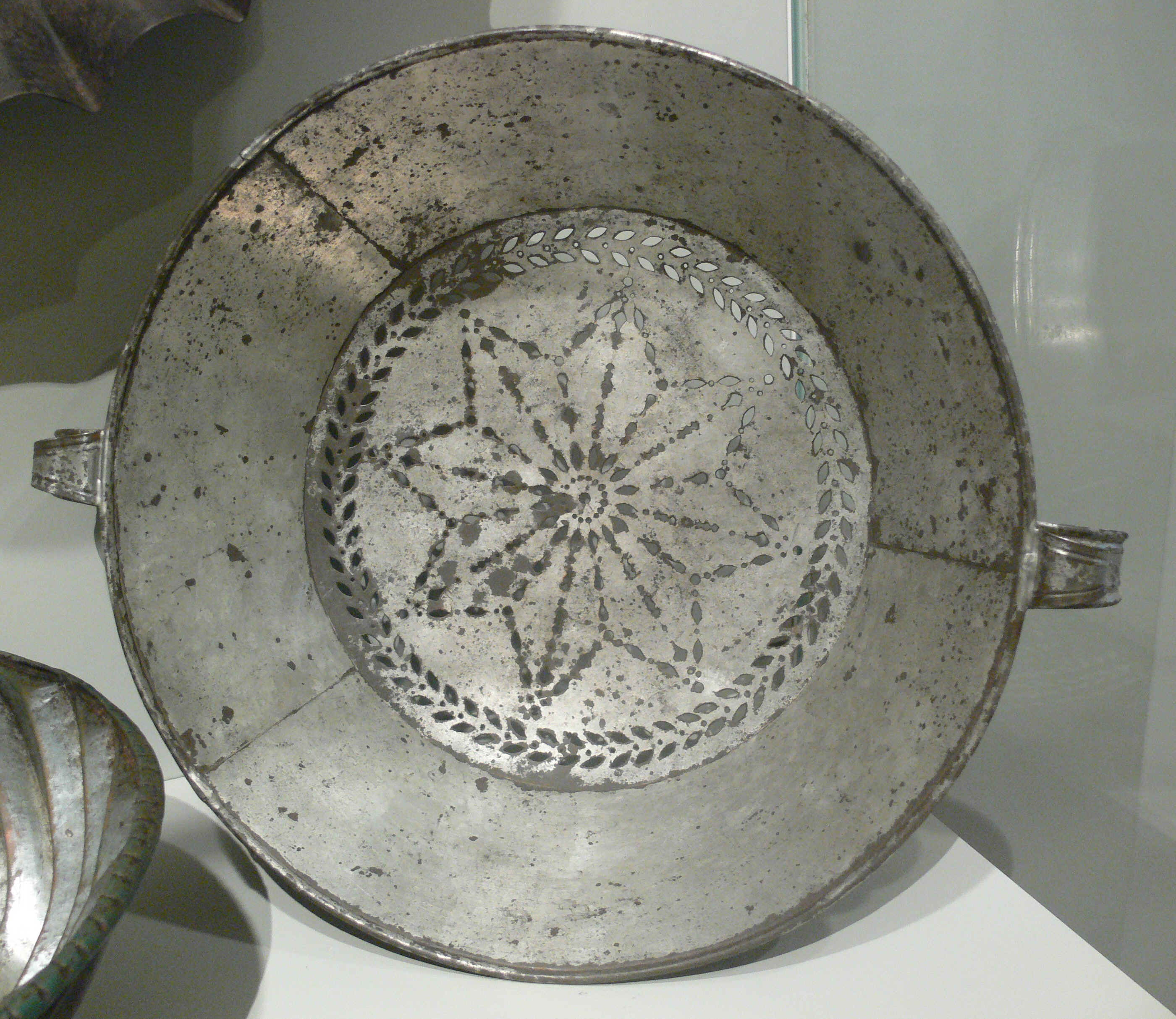
Schüsselförmiger Durchschlag. Verzinntes Eisenblech, 19. oder 20. Jh.

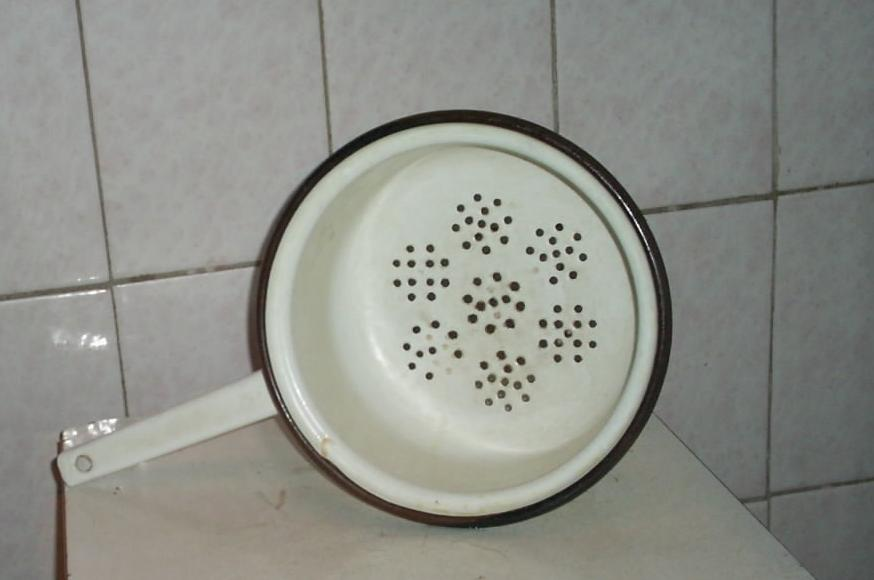
Topfförmiger Durchschlag mit Stiel

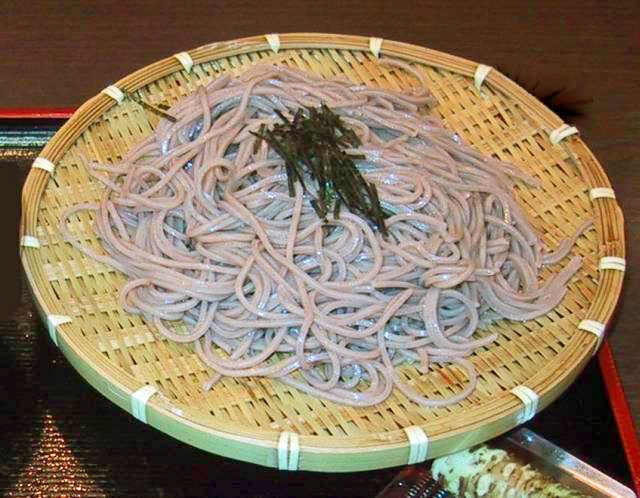
Japanisches Bambussieb

Als Materialien kommen sowohl korrosionsfreie Metalle als auch Kunststoffe zum Einsatz. Man unterscheidet zwischen dem gewölbten Küchensieb (Passoire) und dem Spitzsieb (Chinois). Siebe mit sehr grober Lochung, die zudem oft über Griffe und einen Standfuß bzw. einen planen Boden verfügen, werden als Durchschlag, Seiher oder mit dem alten Begriff Seihe bezeichnet; sie werden zum Abschütten des Kochwassers von Nudeln, Kartoffeln, Gemüsen u. ä. verwendet. Besonders feinmaschige Siebe sind das Passiersieb und das Haarsieb, die vor allem zum Passieren genutzt werden. Sehr kleine Siebe werden Teesieb genannt. Eine besondere, flache Siebform für das Seihen von Cocktails ist das Barsieb (Strainer). Einhandsiebe sind mechanische Siebe für Mehl oder Puderzucker.
Das Prinzip des Siebes wird auch von einigen speziellen Küchengeräten genutzt. Hier sind vor allem das Gewürzsäckchen bzw. die Gewürzkugel, das Tee-Ei, die Pressstempelkanne (Cafetière) und der Siebstreuer (für Puderzucker oder Kakaopulver) zu nennen. Ein flaches aufgelegtes Pfannensieb hält Flüssigkeitstropfen (Fettspritzer) in der Pfanne zurück, lässt aber Wasserdampf und Luftsauerstoff passieren. Verwandte Küchengeräte sind das Passiertuch, der Presssack und die Filtertüte, im weiteren Sinne auch verschiedene Passiergeräte („Flotte Lotte“, Kartoffelpresse) sowie Spätzlepresse und Spätzlehobel oder die Knoblauchpresse.